# René Lalique
René Jules Lalique (Ay, 6 aprile 1860 – Parigi, 1º maggio 1945) è stato un disegnatore, vetraio e orafo francese.

## Biografia

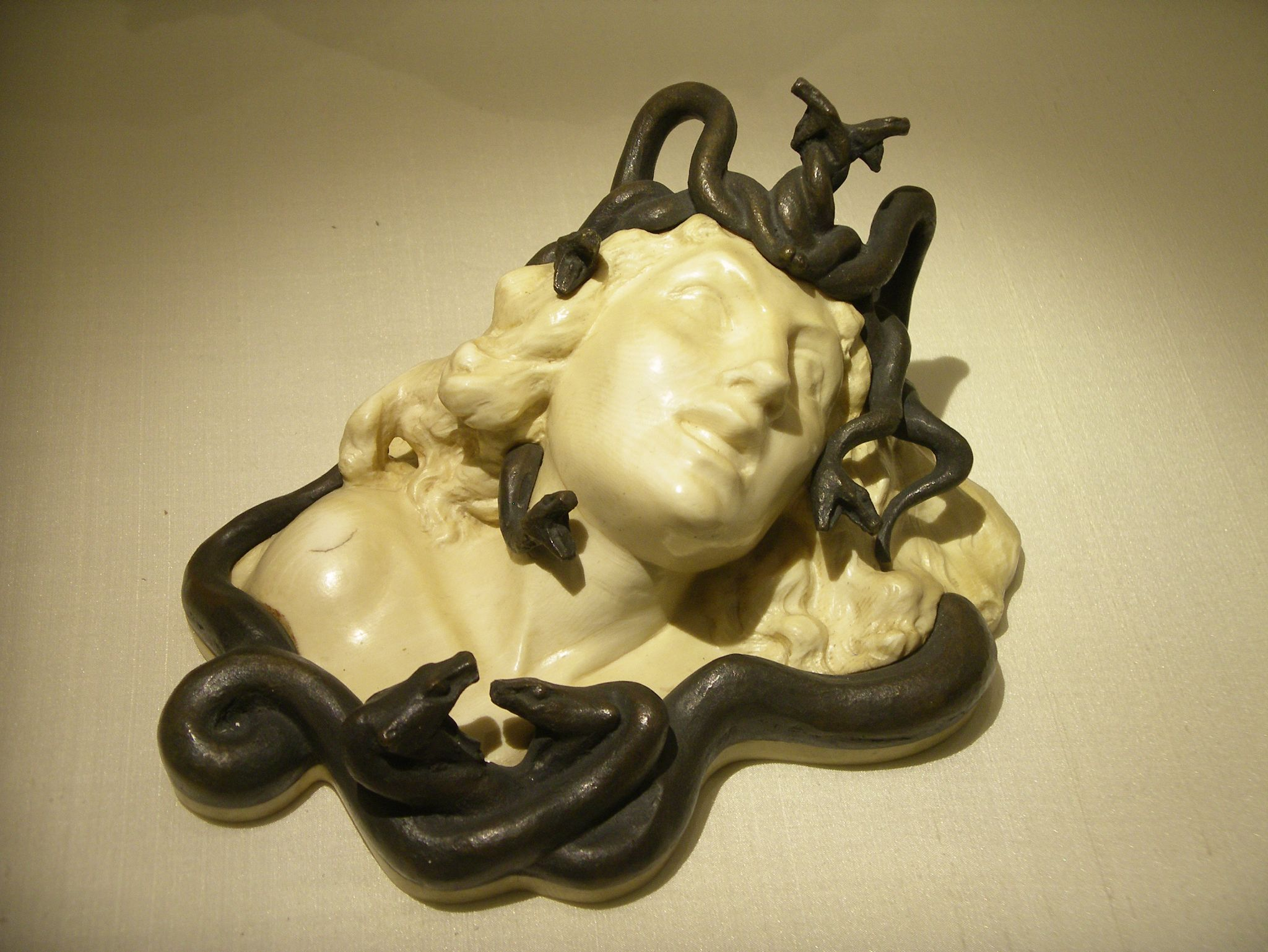
Medusa, opera di René Lalique

A dodici anni ottenne il primo premio in disegno allo storico liceo Turgot di Parigi. A sedici anni iniziò l'apprendistato presso il laboratorio del gioielliere Louis Aucoc. Dopo aver seguito un corso di perfezionamento al Sydenham Art College di Londra, tornò a Parigi dove cominciò a disegnare gioielli per rinomate case, quali Aucoc, Cartier, Hamelin, Boucheron. Visitando le esposizioni universali di Parigi, era rimasto particolarmente impressionato dall'arte giapponese contemporanea, che per lui fu una delle più importanti fonti di ispirazione. Dal 1882 si propose come creativo indipendente disegnando per diverse case, fino a mettersi in proprio nel 1885. Nel 1887 sposò Marie Louise Lambert, da cui divorziò dieci anni dopo. Dalla seconda moglie Alice Ledru, nacque nel 1900 suo figlio Marc.
Già da alcuni anni aveva cominciato a sperimentare sul vetro e con questo materiale, tagliato, cesellato, fuso o smaltato, realizzava pietre "semipreziose" che incastonava nei suoi gioielli e si cimentava in accoppiamenti con altri materiali (soprattutto metallo-vetro) o nella creazione di oggetti particolari come i flaconi di profumo, fino ad allora concepiti come anonimi contenitori e, da allora in poi, come emblemi essi stessi di un lusso accessibile a un numero sempre crescente di persone. I vasi di vetro incolore rivelavano il loro contorno solo attraverso la luce che, nel contrasto dato dalla densità del materiale pressato, traspariva evidenziandone il disegno.
Contemporaneamente alla produzione a carattere industriale dei pressati e modellati, Lalique realizzava pezzi unici su commissione. La consacrazione internazionale arrivò nel 1900 all'Esposizione universale di quell'anno, dove venne esposto, tra gli altri, un gioiello a forma di libellula, commissionato dal magnate Calouste Gulbenkian e fatto indossare a Sarah Bernhardt, il che ne decretò un successo immediato. L'originale sintesi tra forme vegetali, animali e umane nell'ambito dell'Art Nouveau si traduceva nella creazione di pezzi realizzati assemblando diversi materiali (vetro, metallo, smalto, avorio, corno) e applicando una grande varietà di tecniche. Lalique riprendeva quindi la tradizione ma, affidandosi all'originalità del disegno e alla qualità della lavorazione più che al valore del materiale utilizzato, dimostrava che arte e industria non erano incompatibili, sempre che venisse rispettata la qualità. 
Dopo la grande guerra, il pubblico sembrava aver perso interesse verso gli oggetti colorati e fantasiosi che avevano determinato il successo di Lalique: questi pertanto decise di riconvertirsi alle linee neoclassiche e geometriche dell'art déco, cercando di introdurre il concetto di lusso negli oggetti quotidiani quali piatti, vasi, candelabri e anche tappi da radiatore di automobili che, essendo a tutti gli effetti delle sculture, divennero presto segno distintivo di eleganza. In questo ambito gli furono commissionate anche decorazioni di strutture architettoniche come la sala da pranzo del transatlantico Normandia, lucernari in vetro e fontane.
La sua attività si interruppe durante la seconda guerra mondiale e terminò con la sua morte nel 1945, ma venne ripresa dal figlio Marc nel 1946. Nel 2000, l'imprenditore svizzero Silvio Denz ha acquisito la proprietà della cristalleria Lalique a Wingen-sur-Moder e ha esteso il marchio Lalique ad altre categorie merceologiche, tra cui profumi, gioielli, oggetti d'arredo ed oggetti d'arte realizzati con artisti quali Jean-Michel Jarre e Zaha Hadid.

## Collezioni
- Lalique Museum, Doesburg
- Musée Lalique, Wingen-sur-Moder
- Museu Calouste Gulbenkian, Lisbona[1]
- Rijksmuseum Amsterdam[2]
- Schmuckmuseum Pforzheim
- Victoria and Albert Museum, Londra[3]